# Tilapia sparrmanii
Tilapia sparrmanii är en fiskart som beskrevs av Smith, 1840. Tilapia sparrmanii ingår i släktet Tilapia och familjen Cichlidae. IUCN kategoriserar arten globalt som livskraftig. Inga underarter finns listade i Catalogue of Life.